# Allgemeine Encyclopädie der Wissenschaften und Künste

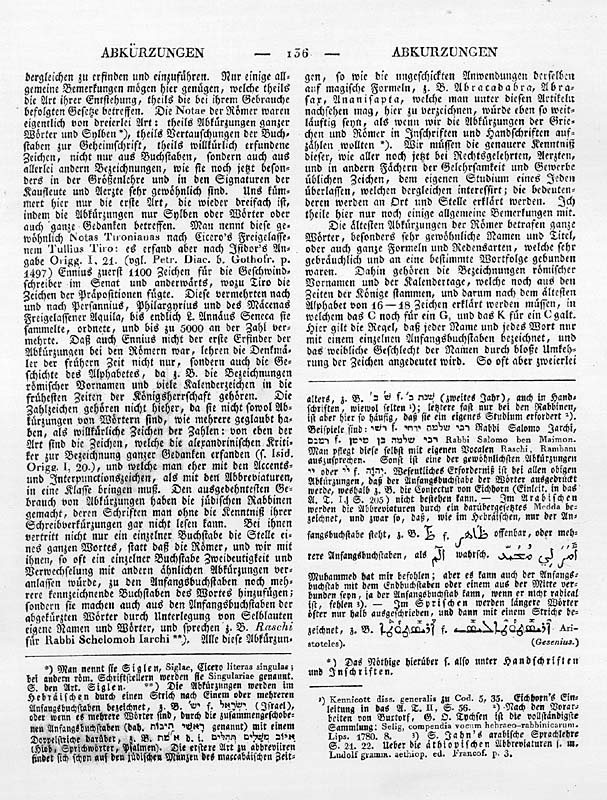
Exemple de page du volume 1, "Abkürzungen" de 1818 ; la Ersch/Gruber est l'une des rares encyclopédies avec notes de bas de page.

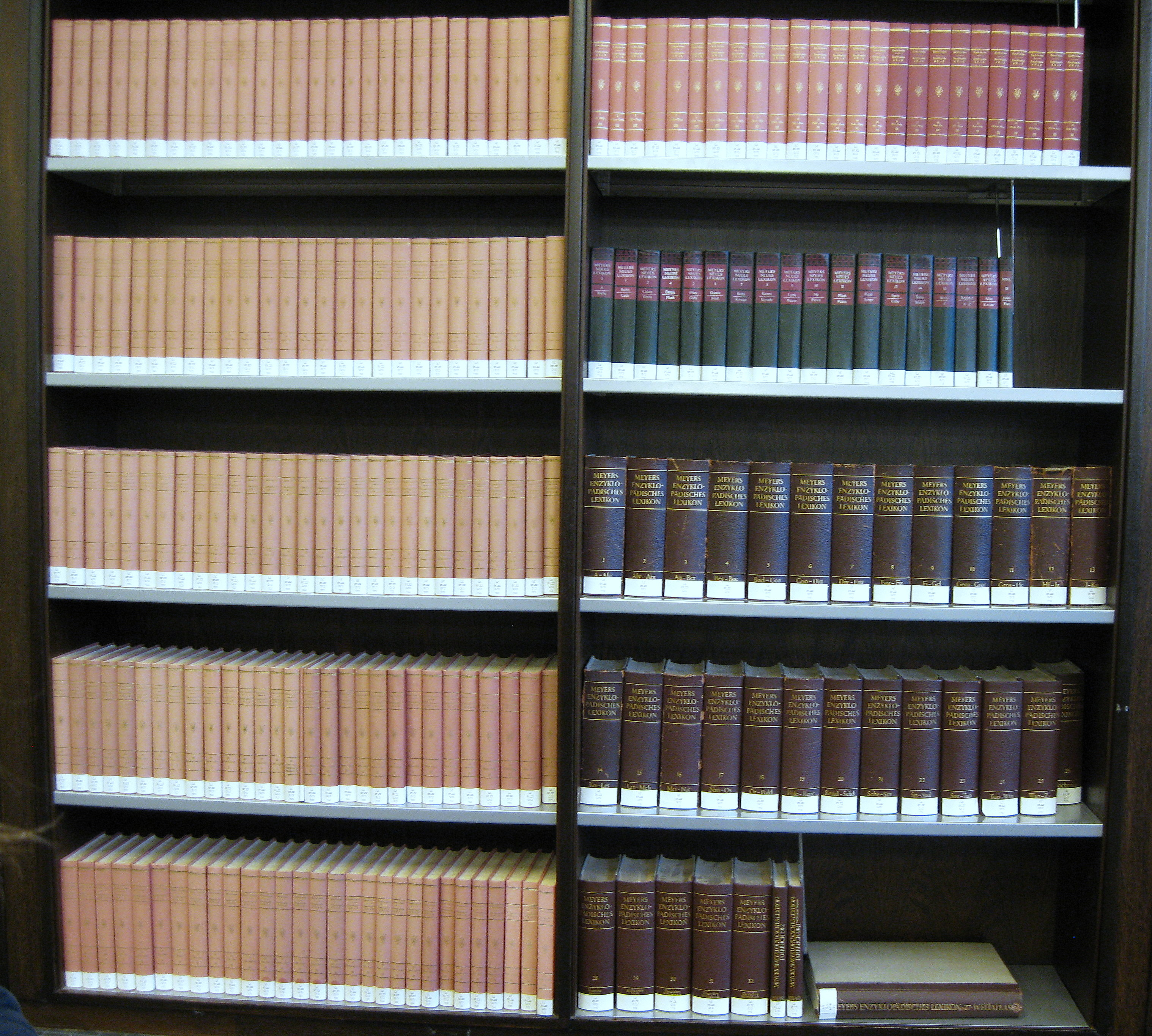
La Ersch-Gruber dans une bibliothèque universitaire.

L'Allgemeine Encyclopädie der Wissenschaften und Künste est une encyclopédie allemande du XIXe siècle publiée par Johann Samuel Ersch et Johann Gottfried Gruber, donc également connue sous le nom de Ersch-Gruber. C'est l'un des projets d'encyclopédie les plus ambitieux jamais réalisés mais il reste inachevé.

## Historique et contenu
L'encyclopédie a été conçue et commencée en 1813 par le professeur Ersch. Elle a été arrêtée par les guerres napoléoniennes jusqu'en 1816, lorsque le professeur Gottlieb Hufeland s'y est joint, mais il est mort le 25 novembre 1817, alors que la partie spécimen était sous presse. Le premier volume parut à Leipzig en 1818. Les rédacteurs en chef des différentes sections ont été, à différentes époques, certains des hommes les plus connus en Allemagne, dont Gruber, Moritz Hermann Eduard Meier (en), Hermann Brockhaus, W. Müller et Andreas Gottlieb Hoffmann de Jena. Le naturaliste Eduard Friedrich Poeppig a écrit la plupart des articles sur les Amériques.
L'ouvrage est divisé en trois parties :
- 1. A-G (99 volumes publiés, complets) :
- 2. H-N (seulement les 43 premiers volumes sont publiés)
- 3. O-Z (seulement les 25 premiers volumes sont publiés)

De ses débuts à 1830, l' Encyclopädie fut publiée à Leipzig par Johan Friedrich Gleditsch. De 1831 jusqu'à la fin de la publication en 1889, l' Encyclopädie fut publiée par Friedrich Arnold Brockhaus, également de Leipzig. Gleditsch a publié les volumes 1 à 21 de la première section ; les volumes 1 à 7 de la deuxième, mais seulement le premier volume de la troisième section. Brockhaus a publié les volumes restants jusqu'en 1889. En 1889, lorsque le projet fut abandonné, l' Encyclopädie avait atteint 167 volumes. L'article sur la Grèce couvrait à lui seul 3 668 pages, réparties sur huit volumes.